# Riviera Beach (Floryda)
Riviera Beach – miasto w Stanach Zjednoczonych, w stanie Floryda, w hrabstwie Palm Beach.